# Dendrochirotida
De Dendrochirotida zijn een orde van de zeekomkommers (Holothuroidea).

## Families
- Cucumariidae Ludwig, 1894
- Cucumellidae Thandar & Arumugam, 2011
- Heterothyonidae Pawson, 1970
- Paracucumidae Pawson & Fell, 1965
- Phyllophoridae Östergren, 1907
- Placothuriidae Pawson & Fell, 1965
- Psolidae Burmeister, 1837
- Rhopalodinidae Théel, 1886
- Sclerodactylidae Panning, 1949
- Vaneyellidae Pawson & Fell, 1965
- Ypsilothuriidae Heding, 1942